# Jokkmokks fjällträdgård

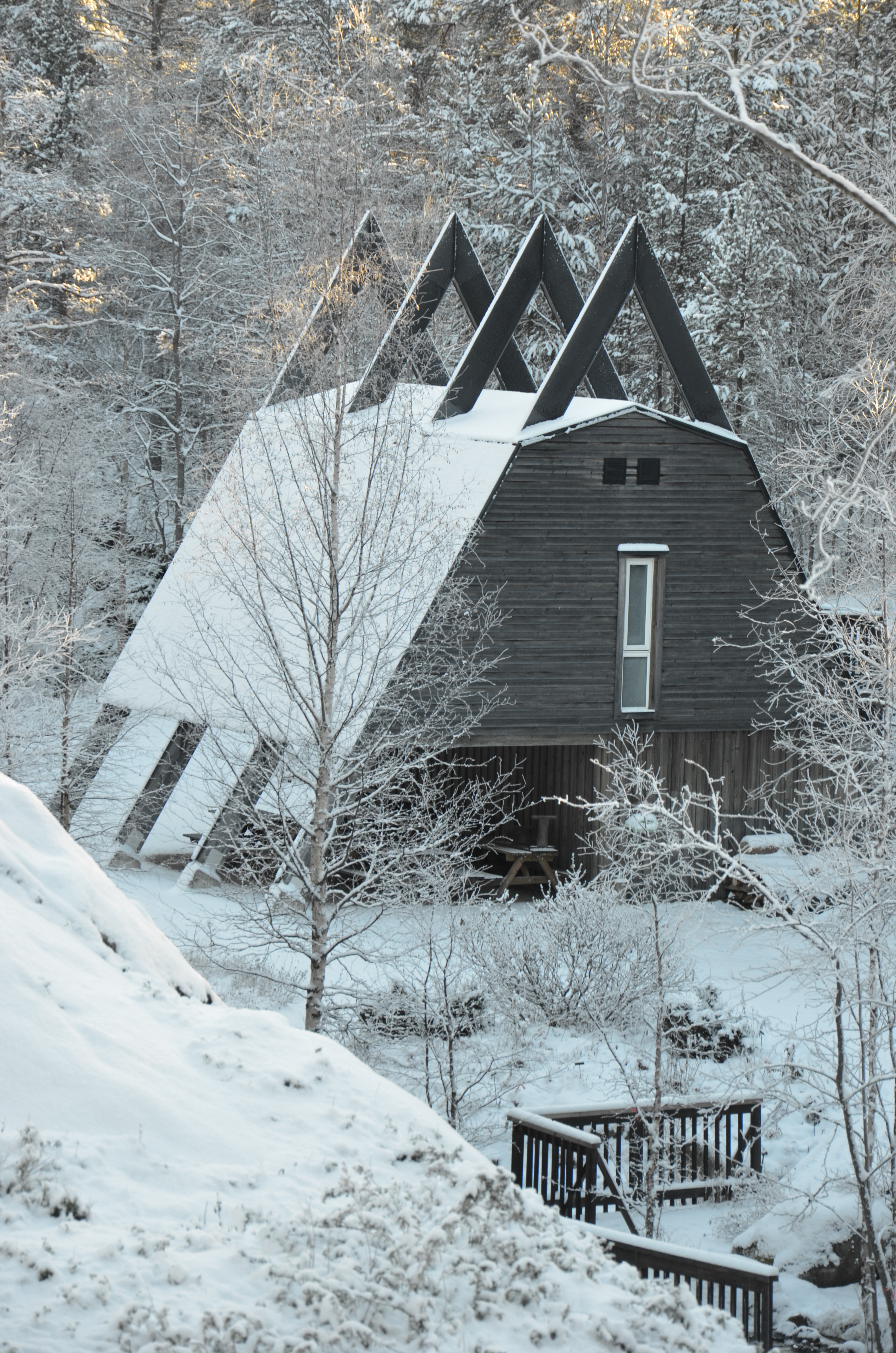
Informatiecentrum Jokkmokks fjällträdgård

Jokkmokks fjällträdgård (bergtuin van Jokkmokk) is een botanische tuin in Jokkmokk. De in 1995 aangelegde tuin is onderdeel van Ájtte, het Zweedse berg- en Sami-museum. Op ongeveer een hectare is een heel berggebied opgezet. Er bevinden zich planten uit verschillende landschapsvormen: rots, toendra, bos, moeras en rivier.
In de bergtuin bevindt zich tevens een van de vijf onderzoekshutten van Axel Hamberg uit de Sarek, namelijk de in 1923 gebouwde hut uit Tjågnoris. Deze werd in 1967 op de oorspronkelijke plek afgebroken voor een tentoonstelling over Hamberg in Ájtte en in 1995 in de bergtuin opnieuw opgericht.